# Lehtosaaret (ö i Norra Österbotten)
Lehtosaaret är en ö i Finland. Den ligger i sjön Joukamojärvi och i kommunen Kuusamo i den ekonomiska regionen  Koillismaa ekonomiska region  och landskapet Norra Österbotten, i den nordöstra delen av landet, 700 km norr om huvudstaden Helsingfors. Öns area är 4,4 hektar och dess största längd är 390 meter i sydöst-nordvästlig riktning.  Notera att namnet antyder att det är fråga om flera öar.